# رویسنکوگه
رویسنکوگه (به آلمانی: Reußenköge) یک شهر در آلمان است که در نوردفرایسلند واقع شده‌است. رویسنکوگه ۳۴۳ نفر جمعیت دارد.